# Baja polar

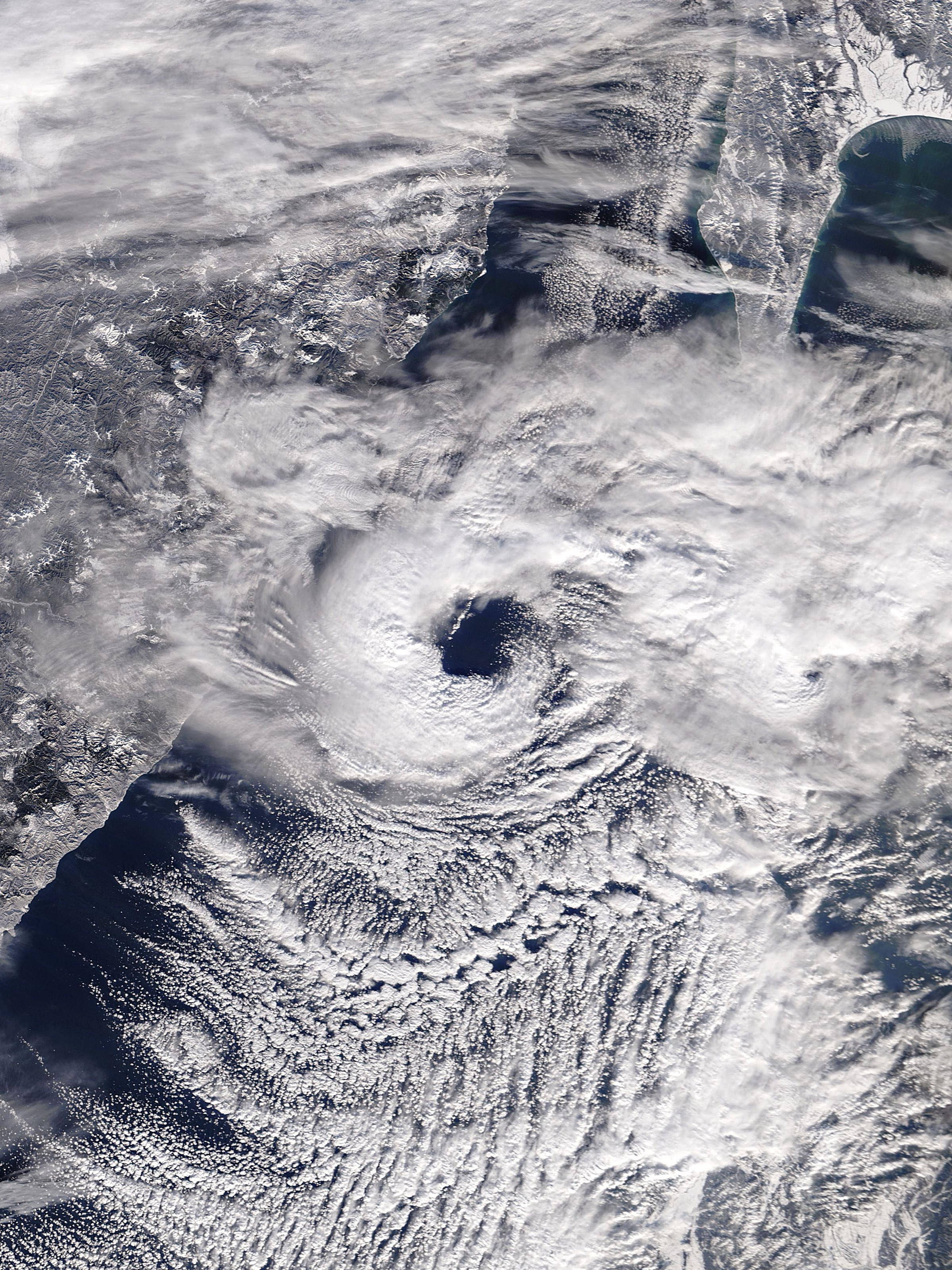
Baja polar sobre el mar del Japón el 20 de diciembre de 2009.

Una baja polar es un sistema de bajas presiones de pequeña escala y breve vida, que se localiza en las áreas oceánicas como producto del frente polar en ambos hemisferios. Estos modos tienen una amplitud horizontal inferior a los 100 km y duran apenas un par de días. Son parte de la clase más grande de sistemas atmosféricos de mesoescala. Las bajas polares pueden ser difíciles de detectar usando los informes atmosféricos convencionales y son de gran peligro para las operaciones en latitudes altas, afectando a la navegación y a las plataformas de gas y petróleo.
Las bajas polares han recibido muchos otros términos, como nube en coma, mesociclón, vértice polar mesoescalar, huracán Ártico, baja Ártica y depresión de aire frío. Actualmente, este término se reserva para los sistemas más vigorosos que tienen vientos cerca de la superficie con fuerza de temporal (17 m/s).
Las bajas polares fueron identificadas originalmente por medio de las imágenes de los satélites meteorológicos que entraron en funcionamiento durante los años 1960, los cuales revelaron muchos vórtices de nubes de pequeña escala en altas latitudes. Las bajas polares más activas se localizan sobre ciertas áreas libres de hielo en o cerca del Ártico durante el invierno, como el mar de Noruega, mar de Barents, mar de Japón y golfo de Alaska. Las bajas polares se disipan rápidamente cuando entran en tierra. Los sistemas antárticos tienen a ser más débiles que los sistemas del hemisferio norte, dado que las diferencias de temperatura entre aire y mar alrededor del continente son generalmente más pequeñas. Sin embargo, se pueden encontrar bajas polares muy vigorosas en el océano Glacial Antártico. 
Las bajas polares pueden tener un amplio espectro de nubes en las imágenes de satélite, pero solo se han identificado dos grandes categorías. La primera es la característica "espiraliforme" consistente en un número de bandas nubosas envolviendo el centro de la baja presión. Algunas bajas polares tienen en las imágenes de satélite la apariencia de ciclones tropicales, con profundas nubes tormentosas rodeando al ‘ojo’ libre de nubes, que ha permitido el aumento del uso del término "huracán Ártico" para describir algunas de las bajas polares más activas. Estos sistemas son normalmente más profundos debido al aire polar. La segunda característica es la "forma de coma" que se encuentra más frecuentemente en los sistemas cercanos al frente polar.
Las bajas polares se forman por diferentes motivos, y se observa un espectro de sistemas en las imágenes por satélite. Algunas bajas polares se desarrollan debido al gradiente de temperatura horizontal, a través de una inestabilidad baroclínica, y pueden tener la apariencia de pequeñas depresiones frontales. En el otro extremo están las bajas polares con extensos cumulonimbus, que se asocian frecuentemente con bolsas de aire frío en las capas media y alta de la troposfera.
Las bajas polares son difíciles de predecir y lo habitual es pronosticar en un margen inferior a 6 horas. Los modelos de predicción numéricos solamente sirven para representar a estos sistemas en resolución vertical y horizontal.